# 李学福
李学福（朝鲜语：／，1902年1月20日—1938年8月8日），原名李学万，又名李葆满，中国吉林延吉朝鲜族人，曾任东北抗日联军第七军军长。后因积劳成疾，在苏联医治无效去世。

## 早年生涯
1902年1月20日（农历1901年12月11日），李学福出生于清吉林省延吉厅（今延吉市）的一个朝鲜族农民家庭。他早年父母先后病故，1915年搬家至黑龙江饶河县，1922年被推选为饶河县三义屯屯长。:311:113
1929年，崔石泉（崔庸健）等人受中共满洲省委委派来饶河开展抗日运动。李学福成为崔石泉的追随者。1931年九一八事变后，他成为饶河县反日总会负责人之一。1932年，李学福组织三义屯民众举行了抗日游行示威。同年10月，饶河中心县委组建抗日武装队后，李学福帮助招兵买马，并和崔石泉在三义屯举办军政训练班培训新兵。1933年，他加入中国共产党。同年8月，他和20余名反日会成员和共产党员被捕。在被押赴刑场的途中，他被一位拜把兄弟所救，得以死里逃生。:113

## 游击队时期
获救后，李学福去往山里，成为饶河反日游击队的军需部长。为寻求与饶河当时最大的反日武装高玉山的国民救国军统一抗日，反日游击队派李学福前往独木河与救国军第一旅王惠卿参谋长交涉。在他的努力下，救国军同意了联合抗日。饶河反日游击队被改编为国民救国军第一旅独立营，武器装备得到升级，人员也从原来的60多人扩充到100余人。1933年12月27日，独立营与救国军联合攻打了虎林县。1934年2月救国军全面溃散后，独立营改编为饶河反日游击大队:313-316。李学福任大队长，崔石泉任参谋长:226:113。
游击大队成立后，饶河县日伪军多次试图围剿扼杀，但都失败了。1934年冬，日伪军试图借助装备上的优势在气候恶劣的寒冬消灭游击队。李学福组建了一支80多人的“雪地飞兵”。他们从猎人那里学会用滑雪板在雪地快速疾行。1934年11月中旬，日伪军对暴马顶子游击根据地发起冬季大讨伐。李学福将游击队化整为零，依靠行动迅速的滑雪小分队，声东击西击毙日伪军20多人，缴获枪支数十支，而日伪军除了占领暴马顶子外一无所得:227-228。1935年1月，日伪军从佳木斯等地调来800余名日军骑兵增援。1月29日，李学福闻讯率部埋伏在日军必经的大旺砬子伏击，击毙日军百余人。被打散的日军很多后也被冻死、冻伤。2月10日，李学福率部夜袭暴马顶子，成功收复暴马顶子根据地，击毙伪军连长等十余人，缴械其它伪军武器:228:316-317。
1935年5月，李学福带兵进入虎林县筹集夏装和军火。在腰营，游击队对日伪军开展抗日救国宣传，使他们同意以不缴械为条件为游击队提供军需物资。虎林县兴隆沟、马鞍山西卡子等地的日伪军听说后也都主动为游击队送来子弹和给养。一些人还转为了反日游击队员。同年6月初，游击队在黑咀子外十余里与30余名日军和120多名伪军遭遇。经过一天的激战，游击队最终获胜，带着缴获的军需品回到马鞍山，后于11月返回饶河县。:228-229

## 抗联时期
1935年9月初，饶河反日游击大队改编为东北人民革命军第四军第四团。李学福任团长，朴振宇任副团长，李斗文任政治部主任，崔石泉任参谋长。9月26日，四团在新兴洞与30多名日伪军和80余名日军遭遇。经过两个多小时的战斗，四团击毙日军高木司令以下30多人，伪军20多人伤亡。在战斗即将取得胜利之际，日伪军三十五团300余名援兵突然从后面夹击四团。在突围中，朴振宇、李斗文等24人（一说16人）牺牲。新兴洞战斗后四团很快补充了50余名新战士，后又收编了两支山林队，人数扩充到六、七百人。同11月，3000余名日伪军讨伐抗日游击队根据地。李学福率小部分兵力牵制日伪，掩护崔石泉的主力部队转移至虎林。:318-320:229-231
1936年4月，四团被扩编成东北人民革命军第四军第二师。李学福任副师长。此后，二师为应对日伪军的讨伐和封锁，兵分三路在饶河、同江、富锦、虎林、密山、宝清开展游击战。李学福在此期间组织军事训练并收编了一批抗日山林队，将他们编成三个团。同年11月15日，第四军第二师被扩编成东北抗日联军第七军，下设三个师。从苏联留学归来的陈荣久任七军军长兼一师师长，崔石泉任参谋长，李学福任二师师长，景乐亭任三师师长。1937年3月陈荣久牺牲后，崔石泉代理军长，一师和二师合编为第一师，李学福任师长。原五团扩编为第二师。:320-321:231-232
此后，李学福率新编一师远征同江、富锦地区。他联合当地反日山林队成立“联合反日军指挥部”，一起协同作战，击毙了富锦日伪军讨伐队长张大胡子和同江县二龙山汉奸地主左殿生，袭击了二道岗警察署。为配合二龙山一个连的伪军哗变，他率部与伪军战斗一天，击毙50余人，收编哗变伪军一个连。1937年6月，李学福率一师600余名战士在富锦二道林子与日军小滨司令率领的900余名伪军遭遇。一师借助周边沼泽地使得小滨部队的骑兵和坦克无法靠近，用很小的伤亡击毙伪军150余人。此外，一师还突袭了驻二龙山日军连，击毙20余人，并缴械其余全部武装。:232-233
1938年1月，在中共吉东省委代表周保中主持的下江特委扩大会议上，下江特委和七军进行了改组。七军改为直属东北抗日联军第二路军，崔石泉调任第二路军总参谋长。李学福被任命为七军军长和常委。下江特委扩大会议后，李学福由于在长期游击战中积劳成疾，后于同年8月8日病逝，时年36岁。:324

## 纪念
- 1997年，黑龙江省烈士事业基金会和饶河县人民政府在饶河烈士陵园建李学福纪念碑，碑面刻有“抗日联军第七军军长李学福纪念碑”[4]:116[8]
- 2014年9月，李学福入选首批著名抗日英烈、英雄群体名录[9] 。